# Nationalparker i Ungarn
Der er ti nationalparker i Ungarn  der dækker cirka 10 procent af landets areal. Nationalparkerne forvaltes af nationalagenturet i Ungarn (Ungarsk: Nemzeti park igazgatóság).
Parker markeret med lysblå er del af et verdensarvssted.
| Foto | Navn                          | Etableret         | Areal       | Hjemsted              | Beliggenhed                                                       | Symbol                          |
| ---- | ----------------------------- | ----------------- | ----------- | --------------------- | ----------------------------------------------------------------- | ------------------------------- |
|      | Hortobágy Nationalpark        | 1973 (1. januar)  | 820 km²     | Debrecen              | Nationalparker i Ungarn ligger i Ungarn · Nationalparker i Ungarn | Trane                           |
|      | Kiskunság Nationalpark        | 1975 (1. januar)  | 570 km²     | Kecskemét             | Nationalparker i Ungarn ligger i Ungarn · Nationalparker i Ungarn | Klitlandskab                    |
|      | Bükk Nationalpark             | 1977 (1. januar)  | 431,3 km²   | Eger (Felnémet)       | Nationalparker i Ungarn ligger i Ungarn · Nationalparker i Ungarn | Carlina acaulis                 |
|      | Aggtelek Nationalpark         | 1985 (1. januar)  | 198,92 km²  | Jósvafő               | Nationalparker i Ungarn ligger i Ungarn · Nationalparker i Ungarn | Ildsalamander                   |
|      | Fertő-Hanság Nationalpark     | 1991 (1. januar)  | 235,88 km²  | Sarród                | Nationalparker i Ungarn ligger i Ungarn · Nationalparker i Ungarn | Sølvhejre                       |
|      | Donau-Drava Nationalpark      | 1996 (1. januar)  | 490 km²     | Pécs                  | Nationalparker i Ungarn ligger i Ungarn · Nationalparker i Ungarn | Donau og Dravas Flora           |
|      | Körös-Maros Nationalpark      | 1997 (16. januar) | 501,34 km²  | Szarvas               | Nationalparker i Ungarn ligger i Ungarn · Nationalparker i Ungarn | Stortrappe                      |
|      | Balatonhøjlandet Nationalpark | 1997              | 570.190 km² | Csopak                | Nationalparker i Ungarn ligger i Ungarn · Nationalparker i Ungarn | Butte, Primula farinosa og Vand |
|      | Donau-Ipoly Nationalpark      | 1997              | 603,14 km²  | Budapest og Esztergom | Nationalparker i Ungarn ligger i Ungarn · Nationalparker i Ungarn | Rosalia longicorn               |
|      | Őrség Nationalpark            | 2002              | 440,48 km²  | Őriszentpéter         | Nationalparker i Ungarn ligger i Ungarn · Nationalparker i Ungarn | Tjur and Stendafne              |